# Ginsenoside
Ginsenosides zijn steroïdeachtige stoffen, triterpeen saponines, die voorkomen in ginseng.
Ginsenosides zijn voor de plant waarschijnlijk onderdeel van het afweermechanisme tegen herbivoren. Ze hebben antimicrobiële en schimmelwerende eigenschappen. Ginsenosiden zijn structureel verwant aan ecdysteroïden, hormoonstoffen die bij geleedpotigen (Ecdysozoa), zoals spinnen, kreeftachtigen en insecten, medeverantwoordelijk zijn voor vervelling, metamorfose en voortplanting. Dat wijst er mogelijk op dat ginsenosiden de levenscyclus van geleedpotigen kunnen verstoren door aan de ecdysteroïdreceptor te binden. Bij zoogdieren werken ginsenosiden agonistisch op de receptoren van verschillende steroïdhormonen. Ginsenosides Rg1 en Re zijn agonisten van de glucocorticoïdereceptor, terwijl de ginsenosides Rh1 en Rb1 dat voor de oestrogeenreceptor zijn. Daarnaast beïnvloeden ginsenosides de expressie en functie van verschillende andere receptoren zoals voor tyrosinekinase, serotonine, NMDA en acetylcholine.

## Structuur en indeling
De meeste ginsenosiden bestaan uit een dammarane skelet (17 koolstofatomen in een vier-ringstructuur) met verschillende suikergroepen (bijv. glucose, rhamnose, xylose en arabinose) gekoppeld aan de C-3 en C-20 posities.
Ginsenosides worden benoemd als 'Rx', waar de 'R' staat voor de wortel en de 'x' de chromatografische polariteit beschrijft in alfabetische volgorde. Ra is bijvoorbeeld de minst polaire verbinding en Rb is meer polair dan Ra. Meer dan 30 ginsenosides zijn geïdentificeerd en ingedeeld in twee categorieën:
- PPD: de 20(S)-protopanaxadiol (Rb1, Rb2, Rb3, Rc, Rd, Rg3, Rh2, Rs1)
- PPT: de 20(S)-protopanaxatriol (Re, Rf, Rg1, Rg2, Th1).

Het verschil tussen de PPT en PPD is de aanwezigheid van de carboxylgroep op de C-6 positie PPD. Bovendien zijn nog een aantal zeldzame ginsenosiden geïdentificeerd.
De kwaliteit en de samenstelling van ginsenosides in de ginsengplanten kan sterk variëren onder invloed van een aantal factoren zoals de soort, de leeftijd, deel van de plant, teeltwijze, de oogstseizoen en conserveringsmethode. Ginsenoside Rf is bijvoorbeeld uniek voor Aziatische ginseng terwijl F11 uitsluitend te vinden is in de Amerikaanse ginseng. Om deze reden wordt de Rf/F11 ratio gebruikt als een fytochemische marker om onderscheid te maken tussen Amerikaanse ginseng en Aziatische ginseng. Het totale saponinegehalte in ginseng is recht evenredig met de leeftijd, met een piek rond de 6 jaar. De meeste geoogste ginsengwortels worden aan de lucht gedroogd. Sommige zijn gestoomd bij 100 °C gedurende twee tot vier uur vóór het drogen, waardoor de ginseng een donkerdere verschijningsvorm krijgt, bekend als rode ginseng. De rode ginseng heeft een uniek saponineprofiel, waarvan verhoogde gehaltes aan ginsenosides Ra1, Ra2, Ra3, Rf2, Tg4, Rg5, Rg6, Rk1, Rs1 en Rs2 getuigen. Deze zijn waarschijnlijk het resultaat van warmtetransformatie en deglycosylering van natuurlijk voorkomende ginsenosides. De aanwezigheid van deze verbindingen bevestigt mogelijk de volkswijsheid dat rode ginseng van hogere geneeskrachtige werking heeft dan de witte.
De lage biologische beschikbaarheid van ginsenosides is een belangrijke horde die inzet van ginsenosiden in de klinische praktijk nog in de weg staat.

## Verschillende ginsenosides

### Ginsenoside Rb1
Ginsenoside Rb1 komt meest voor in Panax quinquefolius Amerikaanse Ginseng.
Rb1 beïnvloedt de ontwikkeling van rat embryo's.
Rb1 beïnvloedt de testes van proefdieren en verhoogt het gehalte testosteron door de afscheiding van LH te bevorderen.
Het belet chemo-invasie en angiogenese.

### Ginsenoside Rc
Ginsenoside-Rc oefent een kalmerende werking uit. Het belemmert de groei van borstkanker.
De levensduur van de worm Caenorhabditis elegans in een medium zonder cholesterol verhoogt de levensduur van de worm.
Zaadcellen krijgen meer beweeglijkheid in een oplossing van ginsenoside-Rc.

### Ginsenoside Rf
Ginsenoside Rf komt voor in Panax ginseng, maar niet in Panax quinquefolius.

### Ginsenoside Rg1

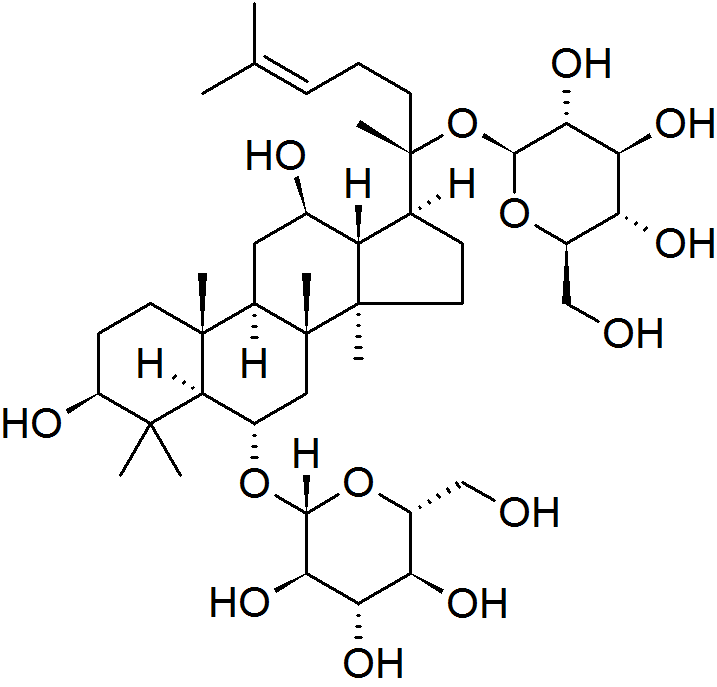
De moleculaire structuur van ginsenoside Rg1 C42H72O14

Ginsenoside Rg1 komt meest voor in Panax ginseng (Chinese / Koreaanse Ginseng).
Dit verbetert ruimtelijk leervermogen en het gehalte synaptophysine in de hippocampus in muizen. Het vertoont ook een oestrogeen-achtige werking.